# Loma Alta, Temoaya
Loma Alta är en ort i kommunen Temoaya i delstaten Mexiko i Mexiko. Samhället hade 683 invånare vid folkräkningen 2020.